# 용산 시금리 원모재
용산 시금리 원모재는 대한민국 충청북도 영동군 용산면 시금리에 있다. 1997년 7월 4일 영동군의 향토유적 제68호로 지정되었다.

## 연혁과 특징
원모재는 안렴사공(按廉使公) 구(矩)와 청산현감을 지낸 온(蘊)의 재실로 1917년 처음짓고 1990년 중수하였다. 시금리에는 두 분의 묘소와 안렴사공 유허비각까지 있어 지역 문중사 연구에 중요한 장소이다.

## 지정 사유
원모재는 성산배씨 입향조 관련된 재실로서 지붕이 변형되었으나, 주요 부재와 건물 중수관련된 기록이 잘 남아있고 마을입구 유허비, 입향조 묘소 등이 있어 보존가치가 뛰어나 향토유적으로 지정함이 타당하다.